# Blancas
Blancas település Spanyolországban, Teruel tartományban. Blancas El Pobo de Dueñas, Odón, Bello, Torralba de los Sisones, Caminreal, Torrijo del Campo, Monreal del Campo, Pozuel del Campo és El Pedregal községekkel határos. Lakosainak száma 134 fő (2024).

## Népesség
A település népessége az utóbbi években az alábbiak szerint változott:
| Lakosok száma | 178  | 171  | 168  | 159  | 158  | 152  | 134  | 126  | 140  | 134  |
|               | 2001 | 2004 | 2007 | 2009 | 2012 | 2014 | 2017 | 2019 | 2022 | 2024 |